# Каліберда Іван Опанасович

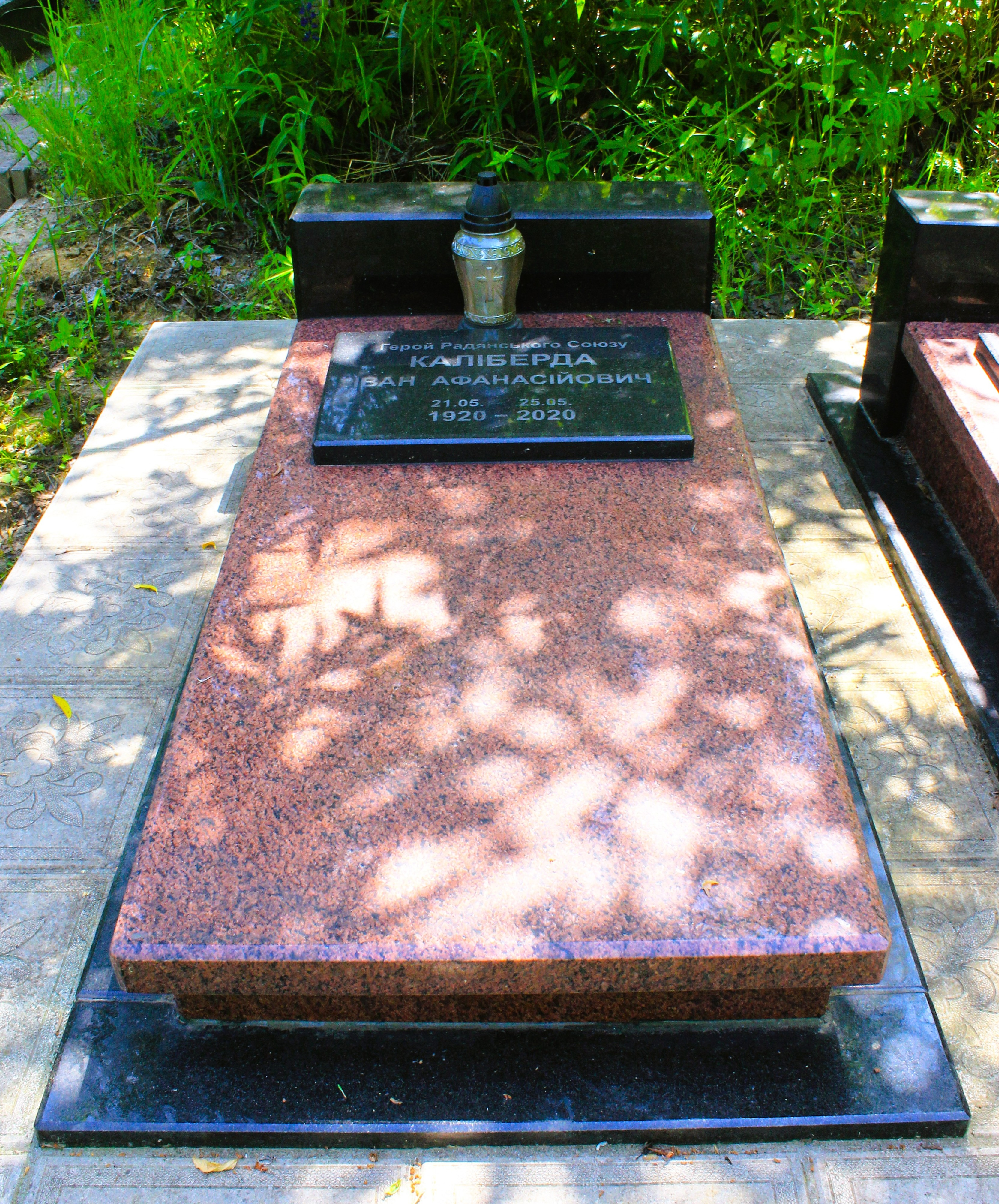
Надгробок Івана Опанасовича Каліберди (1920–2020).

Каліберда́ Іва́н Опана́сович, уроджений Келеберда́ (нар. 21 травня 1920 року, с. Великий Бурлук, Україна, — 25 травня 2020) — Герой Радянського Союзу, генерал-майор юстиції у відставці (05.05.2008).

## Життєпис
Іван Каліберда народився 21 травня 1920 року у селищі Великий Бурлук Харківської області в багатодітній українській родині. У 1939 році закінчив Великобурлуцьку середню школу, а у 1942 році Ленінградське військово-інженерне училище.
З липня 1942 року на фронтах Другої Світової війни, брав участь у Сталінградській битві, битві на Курській дузі та форсуванні Дніпра, звільненні України.
У 1943 році лейтенант, командир понтонного взводу 6-го окремого моторизованого понтонно-мостового батальйону 7-ї гвардійської армії Другого Українського фронту керував першим десантом через ріку Дніпро в районі сіл Переволочна і Солошино, південніше Кременчука (нині Кобеляцький район Полтавської області). Під потужним вогнем супротивника підрозділ вдало переправився через річку. Наказом Президії Верховної Ради СРСР від 26 жовтня 1943 року «За геройський подвиг, проявлений при форсуванні річки Дніпро, міцне закріплення і розширення плацдарму на західному березі річки Дніпро» Іванові Каліберді було присвоєно звання Героя Радянського Союзу. У цьому бою він отримав важке наскрізне кульове поранення у грудну клітину.
У тяжкому стані бійця доставили до госпіталю. У фронтовій газеті написали, начебто він помер та був похований на правому березі Дніпра. Однак Іван Каліберда вижив і повернувся до строю. По одужанні він командував взводом, потім ротою інженерної частини. Брав участь у звільненні Польщі, Угорщини, Румунії та Чехословаччини.
Після війни вступив до Військово-юридичної академії Радянської армії, яку закінчив у 1954 році за спеціальністю військового юриста. Наступного року Івана Каліберду перевели на службу до Прикарпатського військового округу на посаду помічника військового прокурора у справах державних злочинів.
Досліджуючи обставини кожної справи, Іван Каліберда ретельно відстежував, хто із слідчих порушував закон у роки сталінського терору, виявляв осіб, які фабрикували обвинувальні матеріали і добивався притягнення до відповідальності винних.
Іван Каліберда, як й інші офіцери військової прокуратури, надавав велику допомогу командуванню Прикарпатського військового округу і командирам військових частин у розслідуванні справ, проведенні профілактично-виховної роботи. Діяльність військових юристів завжди була вкрай необхідною для зміцнення законності в державі. Вона вимагала знань, сил, енергії — ці риси були притаманні Герою.
Генерал-майор юстиції Іван Опанасович Каліберда з 1969 року перебував у відставці. Після звільнення з військової служби працював начальником Музею історії військ Прикарпатського військового округу, згодом — викладачем початкової військової підготовки у середній школі № 34 у Львові та начальником відділу кадрів Львівської національної наукової бібліотеки імені Василя Стефаника.
Після виходу на пенсію проводив активну виховно-патріотичну роботу, вивчав військові мемуари радянських та зарубіжних авторів, написав власну книжку спогадів, проживав у Львові.
У травні 2010 року був одним з двох Героїв Радянського Союзу у складі української делегації ветеранів Німецько-радянської війни, яка відвідала 9 травня парад на Красній площі у Москві, присвячений 65-й річниці Перемоги у Німецько-радянській війні. У 2015 році також був присутній на параді на Красній площі.
Похований на Голосківському цвинтарі.

## Нагороди

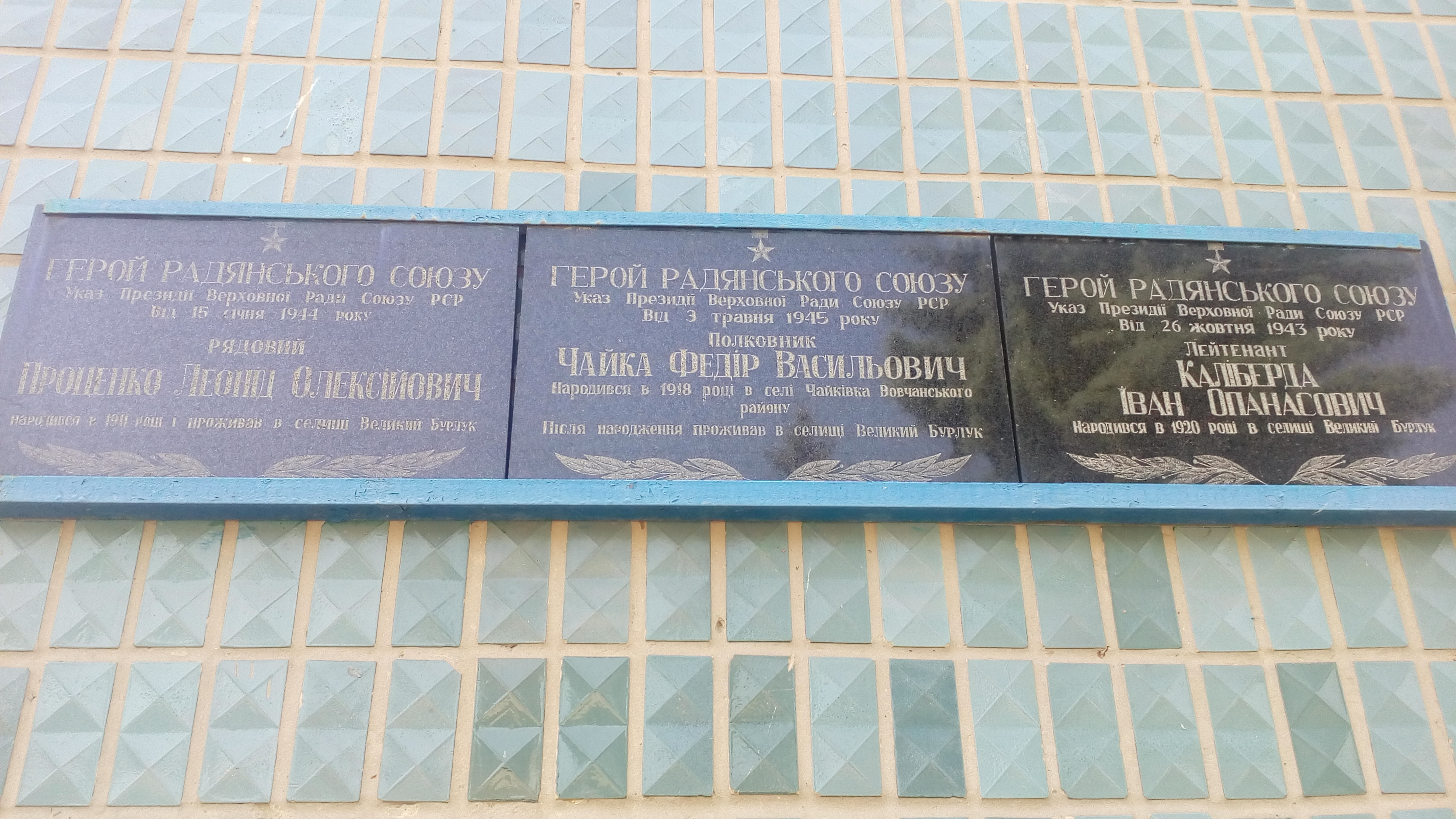
Меморіальна дошка у Великому Бурлуці

- Золота зірка Героя Радянського Союзу
- Орден Леніна
- 2 ордени Червоної Зірки
- Орден Вітчизняної війни І ступеня
- Орден Б.Хмельницкого III ступеня
- Орден Б.Хмельницкого II ступеня[3]
- Медалі «За оборону Сталінграда», «За Перемогу над Німеччиною», «За бойові заслуги», «За освоєння цілинних земель», «За бездоганну службу» 1-го ступеня та інші.

## Почесні звання
- Почесний громадянин смт Великий Бурлук (21.08.2007)
- Почесний солдат військової частини А-3817, місто Самбір Львівської області (9.05.1999)
- Почесний працівник Прокуратури України (28.04.2000)
- Видатний юрист України. Почесне звання Союзу юристів України[джерело?]

## Родина
- Дружина — Каліберда (Можарівська) Ольга Олександрівна (1921—2012)
- Сини: Каліберда Анатолій Іванович (1947) і Каліберда Сергій Іванович (1953), президент Благодійної асоціації друзів органної музики й мистецтв [Архівовано 30 вересня 2020 у Wayback Machine.]
- Має онучку, трьох онуків і правнуків